# Lucas Van Looy
Lucas Van Looy (Tielen, 28 settembre 1941) è un vescovo cattolico belga, dal 27 novembre 2019 vescovo emerito di Gand.

## Biografia
Nasce a Tielen, in provincia e diocesi di Anversa, il 28 settembre 1941.

### Formazione e ministero sacerdotale
Studia con i gesuiti a Turnhout e con i salesiani al Don Bosco College di Hechtel. Entra nella Società salesiana di San Giovanni Bosco nel 1961. Studia dal 1962 al 1964 nella loro scuola di Groot-Bijgaarden. Dopo un tirocinio di tre anni in Corea del Sud, studia teologia all'Università cattolica di Lovanio dal 1967 al 1970.
Il 6 marzo 1968 emette la professione perpetua nella medesima congregazione di don Bosco. Il 12 settembre 1970 è ordinato presbitero, a Oud-Heverlee, dal vescovo Paul Constant Schoenmaekers.
Nella congregazione ricopre la carica di vicario del rettor maggiore.

### Ministero episcopale
Il 19 dicembre 2003 papa Giovanni Paolo II lo nomina vescovo di Gand; succede al dimissionario Arthur Luysterman. Il 1º febbraio 2004 riceve l'ordinazione episcopale, nella cattedrale di San Bavone, dal cardinale Godfried Danneels, co-consacranti i vescovi Arthur Luysterman e Paul Van den Berghe. Durante la stessa celebrazione prende possesso della diocesi.
Il 27 novembre 2019 papa Francesco accoglie la sua rinuncia al governo pastorale della diocesi, presentata per raggiunti limiti d'età; gli succede Lode Van Hecke, finora abate di Notre Dame d'Orval. Rimane amministratore apostolico della diocesi fino all'ingresso del successore, che avverrà il 23 febbraio 2020.
Il 29 maggio 2022, al termine del Regina Caeli, papa Francesco annuncia la sua creazione a cardinale nel concistoro del 27 agosto seguente. Tale annuncio, però, ha suscitato reazioni negative in quanto Van Looy avrebbe coperto casi di abusi sessuali durante il suo ministero; a conseguenza di ciò, il 16 giugno viene resa nota la sua rinuncia alla nomina cardinalizia.

## Genealogia episcopale
La genealogia episcopale è:
- Cardinale Scipione Rebiba
- Cardinale Giulio Antonio Santori
- Cardinale Girolamo Bernerio, O.P.
- Arcivescovo Galeazzo Sanvitale
- Cardinale Ludovico Ludovisi
- Cardinale Luigi Caetani
- Cardinale Ulderico Carpegna
- Cardinale Paluzzo Paluzzi Altieri degli Albertoni
- Papa Benedetto XIII
- Papa Benedetto XIV
- Papa Clemente XIII
- Cardinale Marcantonio Colonna
- Cardinale Giacinto Sigismondo Gerdil, B.
- Cardinale Giulio Maria della Somaglia
- Cardinale Carlo Odescalchi, S.I.
- Vescovo Eugène de Mazenod, O.M.I.
- Cardinale Joseph Hippolyte Guibert, O.M.I.
- Cardinale François-Marie-Benjamin Richard
- Cardinale Pietro Gasparri
- Cardinale Clemente Micara
- Cardinale Jozef-Ernest Van Roey
- Cardinale Léon-Joseph Suenens
- Cardinale Godfried Danneels
- Vescovo Lucas Van Looy, S.D.B.